# 萨基特
萨基特（Sakit），是印度北方邦Etah县的一个城镇。总人口6934（2001年）。

## 人口
该地2001年总人口6934人，其中男性3644人，女性3290人；0—6岁人口1423人，其中男720人，女703人；识字率54.31%，其中男性为61.47%，女性为46.38%。